# Mikuláš Huba
Mikuláš Huba (* 24. března 1954) je slovenský geograf, ochránce životního prostředí a politik, počátkem 90. let poslanec Slovenské národní rady, v letech 2012-2016 poslanec Národní rady SR.

## Biografie
Vystudoval Univerzitu Komenského v Bratislavě a už jako student začal vědecky pracovat v Geografickém ústavu Slovenské akademie věd, kde působí dodnes a věnuje se environmentální geografii.
V 70. letech se stal aktivním čelem Slovenského svazu ochránců přírody a krajiny (SZOPK) a stal se vedoucím sekce lidové architektury. Podílel se na návrhu vytvoření národního parku Podunajsko a publikaci Bratislava/nahlas.
Ve volbách roku 1990 byl zvolen za Stranu zelených do Slovenské národní rady. V letech 1990–1992 byl předsedou výboru SNR pro životní prostředí. V roce 1992 spoluzaložil s Josefem Vavrouškem Společnost pro trvale udržitelný život (STUŽ). Po rozpadu československé federace byl zvolen předsedou slovenské STUŽ.
Je autorem a spoluautorem řady vědeckých i popularizačních textů. V roce 1996 se spolu s profesorem Erazimem Kohákem stal prvním laureátem Ceny Josefa Vavrouška.
Do vrcholné politiky se vrátil v roce 2012, kdy byl zvolen poslancem Národní rady SR za hnutí Obyčejní lidé a nezávislé osobnosti. Byl předsedou Výboru NR SR pro zemědělství a životní prostředí..

## Ocenění
- V roce 1996 se stal, spolu s Erazimem Kohákem, prvním nositelem Ceny Josefa Vavrouška.

- V roce 2018 byl oceněn prezidentem Slovenské republiky Andrejem Kiskou Řádem Ľudovíta Štúra I. třídy.[3]